# Сула-Удайське родовище бурого вугілля
Сула-Удайське родовище бурого вугілля — локалізоване в районі сіл Тишки і Ждани Лубенського району Полтавської області України.
Родовище готувалося до розробки у 1980-х роках, але пізніше ці роботи були припинені.
Національна Акціонерна Компанія «Надра України» затвердила «Програму робіт по розвідці поля вуглерозрізу Мелехівської ділянки Сула-Удайського родовища бурого вугілля з дослідно-промисловою розробкою (на 2006–2016 р.р.)» (Лубенський район). Дослідно-промислова розробка, складання геолого-економічної оцінки (ГЕО) і затвердження її в ДКЗ України, затвердження запасів бурого вугілля в ДКЗ України передбачається на 2016 р.
За своїми характеристиками вугілля родовища аналогічне вугіллю Дніпровського буровугільного басейну. Вугільні пласти потужністю 3–4 м залягають на глибині 15–100 м.